# زالوی سلوکلو
زالوی سلوکلو (نام علمی: Hirudo sulukii) نام یک گونه از زیررده زالو است.
این گونه از زالو در دریاچه کارا آدیامان، دریاچه سلوکلو غازی‌عینتاب و تالاب سگیرکان باتمان در ترکیه یافت شده‌است.